# Manuel E. Mendivil
Manuel E. Mendivil fue un médico, sacerdote y político peruano. 
Fue elegido senador por el departamento del Cusco entre 1870 y 1871 durante el gobierno de José Balta.